# Янош Кобор
Янош Кобор (на унгарски: Kóbor János; 17 май 1943 г., Будапеща – 6 декември 2021 г., Будапеща) е унгарски музикант и певец, най-известен като член на рок групата „Омега“. Носи и прякора Мека.

## Образование
Янош Кобор получава академична степен по архитектура от Техническия и икономически университет в Будапеща, но никога не работи в областта.

## Музикална кариера
Той основава първата музикална група със съученици от гимназията, където среща, между другото, по-късен съотборник от „Омега“, барабаниста Йожеф Лаукс. От 1962 г. следващата му музикална кариера е свързана почти изключително с групата „Омега“. Той участва във всички нейни албуми като водещ вокал. Изключение в това отношение е изпетият на английски албум Omega The Red Star From Hungary от 1968 г., тъй като не е възможно да се организира заминаването на Кобор за Англия, където е записан албумът (той обаче е включен в албума като участник). В друг албум на английски, Transcendent, от 1996 г. участва, но не като вокал.
Освен че пее, той е съавтор на някои от песните на групата и работи за нея като продуцент. През 2009 г. единствената му дейност извън групата е участие в концертите на Скорпиънс в Будапеща и Кошице.

## Личен живот
Женен е два пъти. Има син Даниел (роден 1976 г.) от първия си брак и дъщеря Лена (родена 2007 г.) от втория си брак. Заразява се с COVID-19 през ноември 2021 г. и умира на 6 декември след кратък престой в болница.

## Хоби
Занимавал се е с лека атлетика, но напуска спорта поради контузия. Неговите хобита включват яхтинг.